# Greetings From...
Es el EP debut de A Rocket to the Moon lanzado el 14 de octubre de 2008 por las discográficas Decaydance Records/Fueled by Ramen. EL Album/EP fue posicionado en el #21 por Billboard Top Heatseekers.

## Lista de canciones
1. If Only They Knew - 2:33
2. Dakota - 3:31
3. I'm Not Saying Goodbye - 3:18
4. Fear of Flying - 3:56
5. Just Another One – 4:19

## Datos
En la canción "Just Another One" es cantada junto con John O'Callaghan de The Maine y Justin Richards de Brighten también al final de la canción se pueden escuchar coros de la canción "Dakota".